# 吉川春菜
吉川 春菜（よしかわ はるな、旧名：吉川 はるな、1982年4月27日 - ）は、日本のタレント。元サンズエンタテインメント所属。
東京都出身。出身高校は、光明学園相模原高等学校。

## 来歴
- 所属事務所はフェイスネットワーク→トップ・カラーを経て、2009年11月よりサンズエンタテインメントに移籍。
- 東京パフォーマンスドールの7期メンバーの研修生だったことがあった。モーニング娘。最終オーディションに残った過去あり。
- 芸能人女子フットサルチーム「Team Good（現・ZENT sweeties）」の元メンバー。Team Good在籍当時は「吉川はるな」として活動していた。
- 2008年7月24日、妹の吉川綾乃がキャプテンを務める「南葛シューターズ」に入団。背番号はかつて妹が着用していた「13」。
- 2008年～2009年「カウントダウンライブ　富士急ハイランドなんちゃっつてものまね紅白」に出演。
- 2009年「SPEEDカート」レースクイーンを務める。

## TV出演
- 今夜もドル箱（2010年1月26日、テレビ東京）
- 爆笑そっくりものまね紅白歌合戦スペシャル（2011年1月7日、フジテレビ）